# Midt-Troms Museum
Midt-Troms Museum är ett regionmuseum för mellersta Troms fylke. Dess område omfattar kommunerna Balsfjord, Bardu, Målselv, Sørreisa, Tranøy, Berg, Torsken, Dyrøy och Lenvik. 
Dess centrala administration finns i Sundlia i Bardufoss. Senjaenheterna har gemensamt kontor i Sážža - Senja natur- og kultursenter i Øverbotn.

## Enheter inom museet

### Åretruntöppna enheter
- Balsfjord Fjordmuseum og Våtmarksenter ligger på Storsteinnes i Balsfjords kommun och utgör museets naturhistoriska avdelning.
- Sážža - Senja natur- og kultursenter i Øverbotn på Senja
- Troms Forsvarsmuseum i Setermoen
- Midt-Troms By- og Barnemuseum i Finnsnes

### Sommaröppna enheter
- Kveitmuseet og Gammelbutikken, fiskemuseum i Skrolsvik på Senja
- Hofsøya Bygdemuseum på Stonglandet
- Kaperdalen Samemuseum, samebostadsmiljö på Senja
- Permanent utställning i Tranøya gamla prästgård
- Lenvik Museum, permanent utställning om kustkultur i den gamla prästgården, Bjorelvnes
- Fossmotunet, gårdsmiljö vid Bardufoss i Målselvs kommun
- Kongsvoldtunet, gårdsmiljö i Målselv
- Bardu Bygdetun, gårdsmiljö i Bardu
- Strømsør Fjellgård, gårdsmiljö i Bardu
- Aursfjordsaga, sågverk i Balsfjord
- Det samiska sommarvistet Devddesvuopmi i Målselvs kommun
- Kramvigbrygga, affärshus i Sørreisa
- Kastnes Bygdetun, gårdsmiljö i Dyrøy
- Heimly Arbeiderbruk – Dyröy Bygdemuseum, gårdsmiljö i Dyrøy